# 傑拉德·梅爾策
傑拉德·梅爾策（Gerald Melzer，1990年7月13日—）是奧地利一位職業網球運動員，他于2007年转为职业球手。
傑拉德·梅爾策是奧地利頂尖網球運動員于爾根·梅爾策的弟弟。

## 外部連結
- 傑拉德·梅爾策（英文/西班牙文）的官方資料
- 傑拉德·梅爾策的國際網球總會 職業／青少年 官方資料（英文）
- 傑拉德·梅爾策的官方資料（英文）